# Preolímpico Femenino de Concacaf de 2008
El Preolímpico Femenino de Concacaf 2008 fue la segunda edición del Preolímpico femenino de Concacaf, el torneo de fútbol organizado por Concacaf para determinar qué dos equipos nacionales femeninos de la región de América del Norte, Centroamérica y el Caribe califican para los Juegos Olímpicos. Un total de seis equipos jugaron en el torneo. Los dos mejores equipos del torneo,  Estados Unidos y  Canadá, se clasificaron para el Torneo femenino de fútbol en los Juegos Olímpicos de 2008 en Beijing, China, como representantes de Concacaf.

## Clasificación
Las seis literas se asignaron a las tres zonas regionales de la siguiente manera:
- Tres equipos de la zona de América del Norte (NAFU), es decir,  Canadá, los anfitriones de  México y los  Estados Unidos, que se clasificaron automáticamente
- Un equipo de la Zona Centroamericana (UNCAF)
- Dos equipos de la Zona del Caribe (CFU)

Se realizaron torneos regionales de clasificación para determinar los tres equipos que se unirán a Canadá, México y Estados Unidos en el torneo final.

### Equipos clasificados
Los siguientes seis equipos se clasificaron para el torneo final.
| Equipo                          | Clasificación             | Apariciones anteriores en los Juegos Olímpicos |
| ------------------------------- | ------------------------- | ---------------------------------------------- |
| Unión Norteamericana de Fútbol  |                           |                                                |
| Canadá                          | Automático                | 0                                              |
| México                          | Automático                | 1                                              |
| Estados Unidos                  | Automático                | 3                                              |
| Unión Centroamericana de Fútbol |                           |                                                |
| Costa Rica                      | Ganador del grupo         | 0                                              |
| Unión Caribeña de Fútbol        |                           |                                                |
| Trinidad y Tobago               | Ganador de la Ronda final | 0                                              |
| Jamaica                         | Tercer lugar              | 0                                              |

## Estadios
Se jugó en el Estadio Olímpico Benito Juárez, Ciudad Juárez, México

## Formato
Los seis equipos se dividieron en dos grupos de tres equipos. El campeón defensor del Campeonato Olímpico de Clasificación de Concacaf y el medallista de oro olímpico 2004 Estados Unidos fueron sembrados en el Grupo A.

## Fase de grupos
Los dos mejores equipos de cada grupo avanzan a las semifinales. Todos los horarios son locales, CST (UTC −6).

### Grupo A
| Pos. | Equipo         | PJ | PG | PE | PP | GF | GC | Dif. | Pts. |
| ---- | -------------- | -- | -- | -- | -- | -- | -- | ---- | ---- |
| 1    | Estados Unidos | 2  | 2  | 0  | 0  | 9  | 1  | +8   | 6    |
| 2    | México         | 2  | 1  | 0  | 1  | 9  | 4  | +5   | 3    |
| 3    | Jamaica        | 2  | 0  | 0  | 2  | 1  | 14 | -13  | 0    |

Fuente: Concacaf
| 2 de abril de 2008 | México                                                                | 8-1     | Jamaica   | Estadio Olímpico, Ciudad Juárez, México,                  |                                                           |
|                    | López 18', 28', 36', 53' · Worbis 23' · Morales 25', 66' · Ocampo 80' | Reporte | Davis 58' | Asistencia: 20,185 espectadores Árbitra: Jennifer Bennett | Asistencia: 20,185 espectadores Árbitra: Jennifer Bennett |

| 4 de abril de 2008 | Jamaica | 0-6     | Estados Unidos                                                                | Estadio Olímpico, Ciudad Juárez, México,                     |                                                              |
|                    |         | Reporte | Lloyd 16' · Cheney 21' · Wambach 53 (pen.)', 68' · O'Reilly 88' · Heath 90+5' | Asistencia: 5,853 espectadores Árbitra: Diane Ferreira-James | Asistencia: 5,853 espectadores Árbitra: Diane Ferreira-James |

| 6 de abril de 2008 | Estados Unidos             | 3-0     | México | Estadio Olímpico, Ciudad Juárez, México,              |                                                       |
| 19:30              | Kai 14', 45' · Wambach 33' | Reporte |        | Asistencia: 22,280 espectadores Árbitra: Erika Vargas | Asistencia: 22,280 espectadores Árbitra: Erika Vargas |

### Grupo B
| Pos. | Equipo            | PJ | PG | PE | PP | GF | GC | Dif. | Pts. |
| ---- | ----------------- | -- | -- | -- | -- | -- | -- | ---- | ---- |
| 1    | Canadá            | 2  | 2  | 0  | 0  | 7  | 0  | +7   | 6    |
| 2    | Costa Rica        | 2  | 0  | 1  | 1  | 2  | 3  | -1   | 1    |
| 3    | Trinidad y Tobago | 2  | 0  | 1  | 1  | 2  | 8  | -6   | 1    |

Fuente: Concacaf
| 2 de abril de 2008 | Trinidad y Tobago | 0-6     | Canadá                                                                           | Estadio Olímpico, Ciudad Juárez, México,            |                                                     |
|                    |                   | Reporte | Tancredi 10' · Filigno 21' · Lang 39' · Hermus 61' · Robinson 68' · Sinclair 86' | Asistencia: 7,000 espectadores Árbitra: Monique Ras | Asistencia: 7,000 espectadores Árbitra: Monique Ras |

| 4 de abril de 2008 | Costa Rica                | 2-2     | Trinidad y Tobago             | Estadio Olímpico, Ciudad Juárez, México,               |                                                        |
|                    | Wilson 21' · Granados 90' | Reporte | Cordner 8' · Atin-Johnson 35' | Asistencia: 5,853 espectadores Árbitra: Carol Chennard | Asistencia: 5,853 espectadores Árbitra: Carol Chennard |

| 6 de abril de 2008 | Canadá       | 1-0     | Costa Rica | Estadio Olímpico, Ciudad Juárez, México,            |                                                     |
|                    | Tancredi 15' | Reporte |            | Asistencia: 22,080 espectadores Árbitra: Kari Seitz | Asistencia: 22,080 espectadores Árbitra: Kari Seitz |

## Fase final
En la etapa eliminatoria, se juegan a dos períodos de 45 minutos, se juega una prórroga y, si es necesario, seguido de un lanzamiento de penalti para determinar el ganador. En el caso del partido por el tercer lugar, ya que se juega justo antes de la final, se omite el tiempo extra y se produce un penalti.

### Soporte
|  | Semifinales               | Semifinales               |       |                            | Final                      | Final |  |
|  |                           |                           |       |                            |                            |       |  |
|  |                           |                           |       |                            |                            |       |  |
|  | 9 de abril, Ciudad Juárez |                           |       |                            |                            |       |  |
|  | Canadá                    | 1                         |       |                            |                            |       |  |
|  | México                    | 0                         |       |                            |                            |       |  |
|  |                           |                           |       |                            |                            |       |  |
|  |                           |                           |       |                            | 12 de abril, Ciudad Juárez |       |  |
|  |                           |                           |       |                            | Canadá                     | 1 (5) |  |
|  |                           | Estados Unidos            | 1 (6) |                            |                            |       |  |
|  |                           |                           |       |                            |                            |       |  |
|  |                           |                           |       |                            |                            |       |  |
|  |                           |                           |       |                            | Tercer lugar               |       |  |
|  | 9 de abril, Ciudad Juárez | 9 de abril, Ciudad Juárez |       | 12 de abril, Ciudad Juárez | 12 de abril, Ciudad Juárez |       |  |
|  | Estados Unidos            | 3                         |       | México                     | 1                          |       |  |
|  | Costa Rica                | 0                         |       |                            | Costa Rica                 | 0     |  |

### Semifinales
| 9 de abril de 2008 | Canadá       | 1-0     | México | Estadio Olímpico, Ciudad Juárez, México,            |                                                     |
|                    | Tancredi 25' | Reporte |        | Asistencia: 19,850 espectadores Árbitra: Kari Seitz | Asistencia: 19,850 espectadores Árbitra: Kari Seitz |

| 9 de abril de 2008 | Estados Unidos              | 3-0     | Costa Rica | Estadio Olímpico, Ciudad Juárez, México,                       |                                                                |
|                    | Kai 57', 89' · O'Reilly 72' | Reporte |            | Asistencia: 19,850 espectadores Árbitra: Dianne Ferreira-James | Asistencia: 19,850 espectadores Árbitra: Dianne Ferreira-James |

### Tercer lugar
| 12 de abril de 2008 | Costa Rica | 0-1     | México       | Estadio Olímpico, Ciudad Juárez, México,               |                                                        |
|                     |            | Reporte | Gordillo 69' | Asistencia: 4,115 espectadores Árbitra: Carol Chennard | Asistencia: 4,115 espectadores Árbitra: Carol Chennard |

### Final
| 12 de abril de 2008 | Canadá                                                             | 0-0 (1-1 t. s.)(5-6 p.)    | Estados Unidos                                                       | Estadio Olímpico, Ciudad Juárez, México,             |                                                      |
|                     | Tancredi 116'                                                      | Reporte                    | Lloyd 108'                                                           | Asistencia: 4,115 espectadores Árbitra: Erika Vargas | Asistencia: 4,115 espectadores Árbitra: Erika Vargas |
|                     |                                                                    | Tiros desde el punto penal |                                                                      |                                                      |                                                      |
|                     | - Sinclair - Franko - Tancredi - Rustad - Lang - Wilkinson - Timko |                            | - Lloyd - Hucles - Chalupny - Rampone - Osborne - Wambach - O'Reilly |                                                      |                                                      |

## Goleadoras
| 4 goles - Natasha Kai - Juana López - Melissa Tancredi 3 goles - Abby Wambach 2 goles - Carli Lloyd | - Tania Morales - Heather O'Reilly - Guadalupe Worbis 1 gol - Jonelle Filigno - Randee Hermus - Kara Lang - Jodi-Ann Robinson | - Christine Sinclair - Cristin Granados - Amara Wilson - Omolyn Davis - María Gordillo - Mónica Ocampo - Kennya Cordner - Maylee Attin-Johnson - Lauren Cheney - Tobin Heath |